# 瓦伊拉斯省

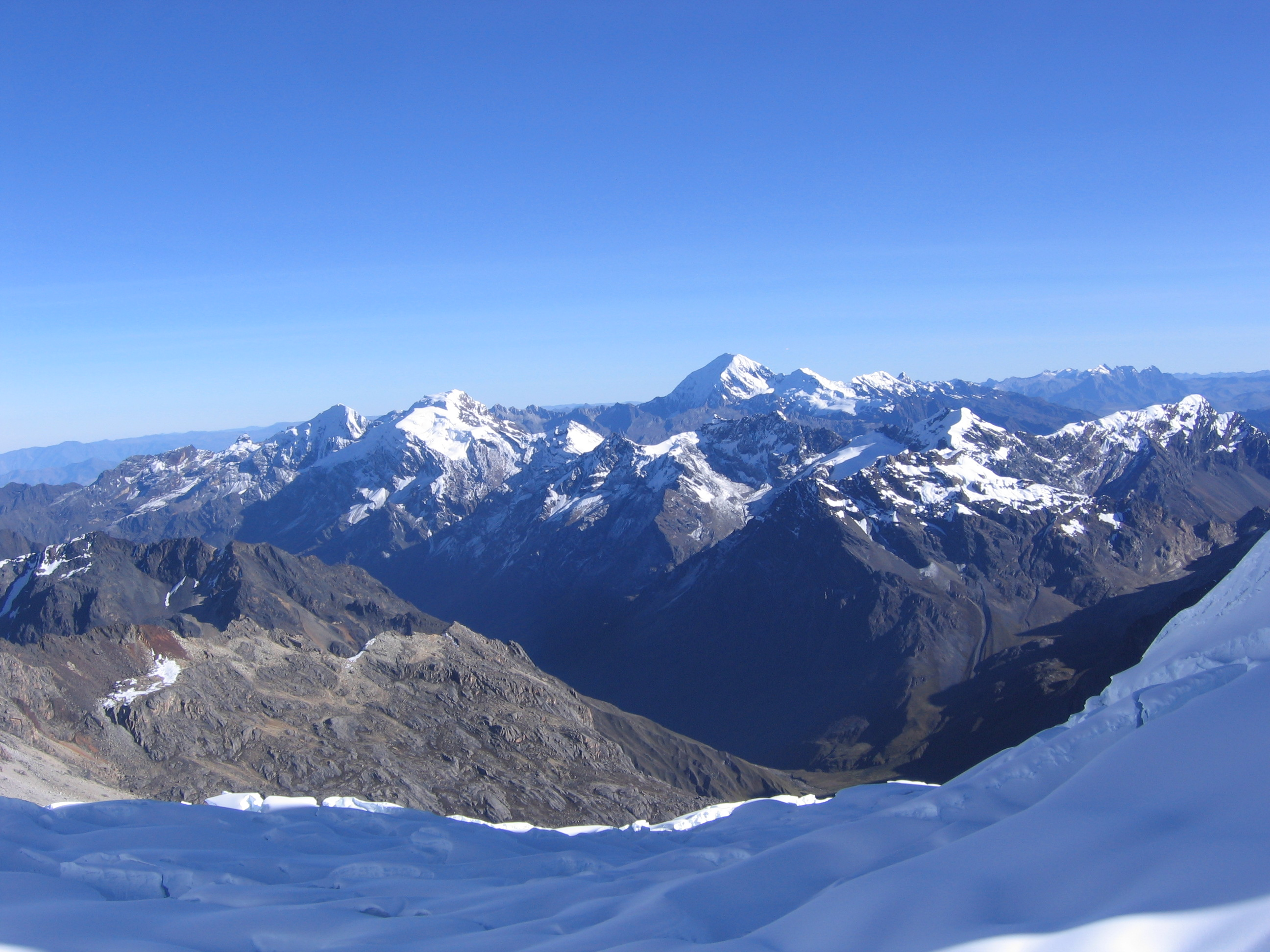

瓦伊拉斯省（西班牙語：Provincia de Huaylas），是秘魯的省份，位於該國北部安卡什大區，首府是卡拉斯，始建於1857年7月15日，面積2,293平方公里，2007年人口53,729，人口密度為每平方公里23.43人。